# ハナダイロ
『ハナダイロ』は、2006年5月10日にエピックレコードジャパンから発売された元ちとせの3作目のオリジナル・アルバム。

## 解説
出産・復帰後初となる作品。
初回生産限定盤には「語り継ぐこと」「春のかたみ」のミュージック・ビデオ収録DVD付。

## チャート成績
オリコンチャート4位を獲得。

## 収録曲

### CD
1. 羊のドリー（4:20）[4]
  - 作詞・作曲・編曲・プロデュース:上田現
2. 前兆（まえぶれ）（4:03）[4]
  - 作詞:HUSSY_R
  - 作曲・編曲・プロデュース:間宮工
3. 青のレクイエム（4:24）[4]
  - 作詞・作曲:岡本定義
  - 編曲・プロデュース:COIL
4. 詠みびと知らず（2:25）[4]
  - 作詞:HUSSY_R
  - 作曲・編曲・プロデュース:間宮工
5. はなだいろ（4:33）[4]
  - 作詞:HUSSY_R
  - 作曲:田鹿祐一
  - 編曲・プロデュース:間宮工
  - AEON「夏ギフト」TV-CMソング
6. 春のかたみ（4:16）[4]
  - 作詞・作曲:松任谷由実
  - 編曲・プロデュース:松任谷正隆
    - フジテレビ系列テレビアニメ｢怪 〜ayakashi〜｣エンディングテーマ
7. 蛍草（つゆぐさ）の夜（4:11）
  - 作詞:HUSSY_R
  - 作曲・編曲・プロデュース:間宮工
8. 恐竜の描き方（5:00）[4]
  - 作詞・作曲・編曲・プロデュース:上田現
9. 黎明（5:21）[4]
  - 作詞:HUSSY_R
  - 作曲・編曲・プロデュース:間宮工
10. 甘露（アムリタ）（3:31）[4]
  - 作詞・作曲:岡本定義
  - 編曲・プロデュース:COIL
11. 祈り（4:58）[4]
  - 作詞・作曲・編曲・プロデュース:上田現
12. 語り継ぐこと（5:53）[4]
  - 作詞:HUSSY_R
  - 作曲:田鹿祐一
  - 編曲・プロデュース:常田真太郎
    - MBS・TBS系全国ネットテレビアニメ「BLOOD+」エンディングテーマ
    - 『JNN九州・沖縄ドキュメント ムーブ』メインテーマ
    - TBS・JNN系全国ネット『報道特集 NEXT2008 “いのち”』エンディングテーマ
13. 死んだ女の子（4:04）[4]
  - 作詞:ナジム・ヒクメット
  - 日本語訳詞:中本信幸
  - 作曲:外山雄三
  - 編曲・プロデュース:坂本龍一
    - ボーナス・トラック。
    - 2005年8月6日、広島原爆ドーム前で、坂本龍一との共演で初披露した。
    - ヒクメット（1902年-1963年）はトルコ出身の詩人で、本作は広島原爆を題材にしたもの（原題は「少女」"Kız Çocuğu"）
    - 映画『キャタピラー』主題歌

### 初回限定盤DVD
1. 語り継ぐこと（MV）
2. 春のかたみ（MV）

## 参加ミュージシャン
- 羊のドリー
  - 杉野寿之（ドラム）
  - 上田現（キーボード・プログラミング）
- 前兆
  - 沼澤尚（ドラム）
  - 松原秀樹（ベース）
  - ライオン・メリィ（アコースティックピアノ）
  - 間宮工（アコースティック&エレクトリック・ギター・プログラミング・タンバリン）
- 青のレクイエム
  - あらきゆうこ（ドラム）
  - 岡本定義（ベース）
  - Dr.kyOn（BO GUMBOS）（ピアノ）
  - 金原千恵子ストリングス（ストリングス）
  - 河野伸（ストリングス・アレンジ）
- 詠みびと知らず
  - 橋本歩（チェロ）
  - 間宮工（アコースティック・ギター&シンバル）
  - 元ちとせ（シンバル）
- はなだいろ
  - 沼澤尚（ドラム）
  - 根岸孝旨（ベース）
  - ライオン・メリィ（オルガン・アコースティックピアノ）
  - 田鹿祐一（タンバリン）
  - 間宮工（アコースティック&エレキギター・マンドリン・プログラミング）
- 春のかたみ
  - 美久月千晴（ベース）
  - 松任谷正隆（キーボード・プログラミング）
  - 吉川忠英（アコースティック・ギター）
  - 浜口茂外也（パーカッション）
  - 阿部雅士ストリングス（ストリングス）
  - 山中雅文（シンセサイザー・プログラミング）
- 蛍草の夜
  - 沼澤尚（ドラム）
  - 根岸孝旨（ベース）
  - 間宮工（アコースティック&エレキギター・プログラミング）
- 恐竜の描き方
  - 杉野寿之（ドラム）
  - 石川具幸（ベース）
  - 奥村大（エレクトリック・ギター）
  - 上田現（アコースティックピアノ・プログラミング）
- 黎明
  - 沼澤尚（ドラム）
  - 根岸孝旨（ベース）
  - 森俊之（フェンダーローズ・シンセサイザー）
  - 間宮工（ガット&エレキギター・プログラミング）
  - スガシカオ（コーラス）
- 甘露
  - あらきゆうこ（ドラム）
  - 岡本定義（ベース&アコースティック・ギター）
  - 森俊之（mini moog、wurlitzer）
- 祈り
  - 杉野寿之（ドラム）
  - 石川具幸（ベース）
  - 奥村大（エレキギター）
  - 上田現（アコースティックピアノ・サックス・プログラミング）
  - 佐久間順平（ヴァイオリン）
  - 中田理奈（ヴァイオリン）
  - 向島ゆり子（ヴァイオリン・ヴィオラ）
  - ASA-CHANG（スティールパン・tinpaless）
  - 増井朗人（トロンボーン）
  - 平田直樹（トランペット）
- 語り継ぐこと
  - 矢野博康（ドラム）
  - 金森佳朗（ベース）
  - 常田真太郎（ピアノ・他）
  - 佐橋佳幸（アコースティック・ギター&バンジョー）
  - 山本拓夫（フルート・アルトフルート）
  - 金原千恵子ストリングス（ストリングス）
  - 三沢またろう（パーカッション）
- 死んだ女の子
  - 坂本龍一（キーボード・プログラミング・アコースティックピアノ）
  - Daniel Bernand Roumain&The Mission String Ensemble（ストリングス）
  - Samir Chatterjee（tabla）
  - カルロス・ヌニェス（tin whistle）